# 伊萬尼亞
49°51′1″N 25°31′4″E / 49.85028°N 25.51778°E
伊萬尼亞（烏克蘭語：Івання），是烏克蘭的村落，位於該國西部捷爾諾波爾州，由克列梅涅茨區負責管轄，始建於1430年，面積2.76平方公里，2001年人口171，人口密度每平方公里62人。